# 이제니 (시인)
이제니(1972년 ~ )는 대한민국의 시인이다. 1972년 부산광역시에서 태어났다.

## 약력
2008년 《경향신문》 신춘문예에 〈페루〉가 당선되어 작품 활동을 시작했다. 2011년 제21회 「편운문학상」(우수상)에 당선되었다. 텍스트 실험집단 루 동인으로 활동하고 있다.

## 수상
- 2011년 제21회 「편운문학상」(우수상)
- 2016년 제2회 김현문학패 수상자

## 저서

### 시집
- 《아마도 아프리카》(창비, 2010) ISBN 978-89-364-2321-6
- 《왜냐하면 우리는 우리를 모르고》 (문학과지성사, 2014) ISBN 978-89-320-2670-1
- 《그리하여 흘려 쓴 것들》 (문학과지성사, 2019) ISBN 978-89-320-3495-9
- 《있지도 않은 문장들은 아름답고》 (현대문학, 2019) ISBN 978-89-727-5960-7

#### 시인의말
- 《아마도 아프리카》

당신들의 눈물이 나를 이곳으로 데려왔다.
어리석은 나를 조금은 덜 어리석은 사람으로 만들었다.
감사의 인사는 넘칠 때조차도 부족하지만
그럼에도 불구하고, 나의 사랑하는 부모님께,
쌍둥이 언니 에니에게, 동생 진아 진열 남웅에게.
슬프고 이상하고 아름다운 낱말들이
도처에서 차오른다.
백지는 백치의 언어로 어두워져 가고
오늘은 내일보다 조금 더 검거나 조금 덜 붉을 것이다.
깨어 있는 백치라고 적었던 바로 그 종이 위에서.
나는 그 개의 이름을 모른다.
매듭이 이름인 것처럼 목에 걸려 있다.
나는 그것을 본다.
- 《왜냐하면 우리는 우리를 모르고》

나무는 어제보다 조금 더 자란다
구름은 어제보다 조금 더 죽는다
손가락과 심장으로
순간 속에서 순간 속으로
내 눈 속의 어둠과 함께 간다